# Carratraca
Carratraca is een gemeente in de Spaanse provincie Málaga in de regio Andalusië met een oppervlakte van 22,44 km². Carratraca telt 750 inwoners (1 januari 2016).

## Demografische ontwikkeling
Bron: INE, 1857-2011: volkstellingen